# Панорама битви під Грюнвальдом
«Панорама битви під Грюнвальдом» — мальовнича панорама, виконана Зигмунтом Розвадовським і Тадеушем Попелем у 1910 році. Панорама зображує завершальний етап Грюнвальдської битви. Розмір панорами 10 м на 5 м.

## Історія
Панорама була виготовлена до 500-річчя Грюнвальдської битви. Першопричиною її замовлення стала неможливість домовитись організаційному комітету святкування і власників панорами битви Яна Матейка з Варшави. Достовірно невідомо, коли приступили до роботи З. Розвадовський і Т. Попель, які брали участь у створенні панорами Рацлавіцької битви. Проект створення панорами розроблявся у секреті. Попередньо було створено ескіз (1м×2м), який до 1939 належав родині Бабинських з Варшави і який пропав в час війни. У лівій частині зображено Владислава II Ягайла, Вітовта, праворуч загибель магістра Ульріха фон Юнгінгена.
Панорама була завершена до 12 липня 1910, коли о 9:00 вечора відкрили доступ до неї у спеціально збудованому дерев'яному павільйоні в Кракові на площі Св. Духа. Вона була сприйнята доволі позитивно. Панораму вважали пропалою після війни і виявили 1990 у запасниках Львівського історичного музею. З 2012 після тривалої реставрації експонується у Музеї зброї Арсенал Львова.